# Joachim Marscheider
Joachim Marscheider (* 2. März 1930 in Stangerode) war ein deutscher Sportschütze im Wurfscheibenschießen in der Disziplin Trap.

## Leben und Karriere
Joachim Marscheider belegte bei den Olympischen Spielen 1964 in Tokio den achten Platz. Er startete für die gesamtdeutsche Mannschaft (EUA).
1962 gewann Marscheider bei der Weltmeisterschaft in Kairo die Bronzemedaille im Einzel und mit der DDR-Mannschaft. Gemeinsam mit Gerhard Aßmus, Karl-Heinz Kramer und Heinz Rehder wurde er in Kairo Vizeweltmeister sowie ein Jahr später in Brünn bei der EM Vizeeuropameister.
Bei den DDR-Meisterschaften wurde Joachim Marscheider im Zeitraum von 1956 bis 1967 insgesamt sechsmal DDR-Meister und einmal DDR-Vizemeister. Zweimal bekam er die Bronzemedaille.